# نائیری تر-مگردیچیان
نائیری تر-مگردیچیان (ارمنی: Նայիրի Տէր-Մկրտիչեան؛ زادهٔ ۲۷ سپتامبر ۲۰۰۱ در ایالات متحده آمریکا) بازیکن فوتبال در پست هافبک اهل ایالات متحده آمریکا-ارمنستان است.

## باشگاهی
از باشگاه‌هایی که در آن بازی کرده‌است می‌توان به باشگاه فوتبال آرسنال لس آنجلس، باشگاه فوتبال لنجدز و باشگاه فوتبال زنان پیونیک اشاره کرد.

## تیم ملی
وی همچنین در تیم ملی فوتبال زیر ۱۹ سال زنان ارمنستان و تیم ملی فوتبال زنان ارمنستان بازی کرده‌است. 